# Flurlingen
Flurlingen är en ort och kommun i distriktet Andelfingen i kantonen Zürich, Schweiz. Kommunen har 1 514 invånare (2023).
Flurligen ligger vid floden Rhen mittemot staden Neuhausen am Rheinfall.